# Миграција као средство принуде
„Избеглице као оружје“ је термин који се користи за опис непријатељске владе која организује, или прети да ће организовати, изненадни прилив избеглица у другу земљу или политички ентитет са намером да изазове политичке немире у том политичком ентитету. Одговорна земља (или понекад недржавни чинилац) обично настоји да извуче уступке од друге тартегиране земље и постигне неки политички, војни и/или економски циљ.
Центар Војске САД за научене војне лекције објавио је приручник под називом „Водич команданта за подршку операцијама међу наоружаним расељеним лицима, избеглицама и евакуисаним лицима“. Приручник пружа основни преглед разматрања и метода реаговања уколико се АБХО ратовање изводи уз употребу расељених цивила.
Пример инструментализације избеглица је онај током грађанског рата у Авганистану, када су Совјети покушали да утичу на пакистански процес доношења одлука тако што је приморавао Авганистанце да траже азил преко Дурандове линије.